# Sulettaria kandariensis
Sulettaria kandariensis là một loài thực vật có hoa trong họ Gừng. Loài này được Karl Moritz Schumann mô tả khoa học đầu tiên năm 1899 dưới danh pháp Amomum kandariense. Năm 1930, Ludwig Eduard Loesener chuyển nó sang chi Elettariopsis với danh pháp Elettariopsis kandariensis. Năm 2018, Axel Dalberg Poulsen và ctv thiết lập chi Sulettaria. Ông và Marlina Ardiyani chuyển Elettariopsis kandariensis sang chi mới thiết lập này với danh pháp Sulettaria kandariensis.

## Phân bố
Loài này có ở Sulawesi, Indonesia.